# Coalición Internacional contra el Tráfico de Mujeres
La Coalición Internacional contra el Tráfico de Mujeres es una asociación civil internacional sin fines de lucro que trabaja para la erradicación de la trata y la explotación sexual de mujeres y niñas.
Tiene veintiséis redes nacionales en países de América Latina y El Caribe y en México. Funciona como consultora  de la Comisión Económica para América Latina y el Caribe (Cepal),de la Organización de Estados Americanos (OEA) y del Consejo Económico y Social de las Naciones Unidas.
Se ocupa de realizar diagnósticos e informes para los gobiernos, participar en la elaboración de leyes, organizar congresos, capacitar funcionarios y funcionarias públicas sobre  delitos en materia de trata de personas y formas contemporáneas de esclavitud y realiza investigaciones nacionales y regionales.
Sus objetivos son el diseño de campañas de prevención del tráfico de niñas y mujeres, la creación de modelos de intervención comunitaria, el rescate, la asistencia y la protección de las víctimas y capacitar para la persecución del delito del tráfico ilegal de personas.
En enero de 1999, la Coalición Internacional Contra el Tráfico de Mujeres estipuló, durante el Congreso Mundial de Daca en Bangladés,  el 23 de septiembre como el día en el cual se conmemora Día Internacional contra la Explotación Sexual y la Trata de Personas.
En 2000, la Coalición Internacional contra el Tráfico de Mujeres se unió al European Women’s Lobby (EWL) y los gobiernos de Suecia y de los Estados Unidos para promover una campaña de prevención de la prostitución,  la trata de personas con fines de explotación sexual  con el objetivo de mejorar las medidas de ayuda a las víctimas.
Crean material interactivo, como Mi primera vez.  Ofrecen sesiones de terapia para personas rescatadas, intervenciones en crisis,  atención médica, refugio, representación legal y jurídica y reunificaciones familiares.
El  Sistema Alerta Roja que ha creado ha permitido rescatar a más de 1.207 víctimas de la trata.
Desde 2007 entrega el Premio Latinoamericano por la Vida y la Seguridad de las Mujeres.
Premios y reconocimientos
- Mención Honorífica en la categoría Organización de la Sociedad Civil otorgado por la Comisión de Derechos Humanos del Distrito Federal de México, 2014.
- La directora regional de México, Teresa Ulloa Ziáurriz, recibió el Premio Internacional Gleistman al Activismo Social,  otorgado por la Universidad de Harvard, 2011.
- Premio Comunicación Alternativa, por la caricatura Yo digo sí, yo digo no, para niños y niñas, 20085.